# Brachymenium acuminatum
Brachymenium acuminatum är en bladmossart som beskrevs av Harvey in W. J. Hooker 1836. Brachymenium acuminatum ingår i släktet Brachymenium och familjen Bryaceae. Inga underarter finns listade i Catalogue of Life.